# Liste der Bodendenkmäler in Wiesenthau
Auf dieser Seite sind die Bodendenkmäler in der oberfränkischen Gemeinde Wiesenthau zusammengestellt. Diese Tabelle ist eine Teilliste der Liste der Bodendenkmäler in Bayern. Grundlage ist die Bayerische Denkmalliste, die auf Basis des Bayerischen Denkmalschutzgesetzes vom 1. Oktober 1973 erstmals erstellt wurde und seither durch das Bayerische Landesamt für Denkmalpflege geführt wird. Die folgenden Angaben ersetzen nicht die rechtsverbindliche Auskunft der Denkmalschutzbehörde.

## Bodendenkmäler in Wiesenthau
| Lage       | Objekt | Akten-Nr.     | Bild |
| ---------- | --- | ------------- | ---- |
| (Standort) | Wüstung des Mittelalters. | D-4-6232-0119 |      |
| (Standort) | Siedlung der späten Latènezeit. | D-4-6232-0171 |      |
| (Standort) | Siedlung vor- und frühgeschichtlicher Zeitstellung. | D-4-6232-0215 |      |
| (Standort) | Siedlung vor- und frühgeschichtlicher Zeitstellung. | D-4-6232-0236 |      |
| (Standort) | Untertägige Bauteile der spätmittelalterlichen bis neuzeitlichen Pfarrkirche, vermutlich Fundamente eines hochmittelalterlichen Vorgängerbaus sowie Körpergräber des Mittelalters und der Neuzeit. | D-4-6232-0406 |      |
| (Standort) | Untertägige Bauteile des frühneuzeitlichen Schlosses sowie Fundamente mittelalterlicher Vorgängerbauten.                                                                                           | D-4-6232-0407 |      |